# Charlize Theron
Charlize Theron (IPA: [ʃɑːrˈliːz ˈθɛrən/ shar-LEEZ THERR-ən], afrikaans: [ʃarˈlis ˈtrɔn]) (Benoni, 1975. augusztus 7.) Oscar- és Golden Globe-díjas dél-afrikai születésű amerikai színésznő, filmproducer. 2016-ban a Time magazin a világ 100 legbefolyásosabb embere közé választotta.
Theron az 1990-es években lett nemzetközi ismertségű Az ördög ügyvédje (1997), a Joe, az óriásgorilla (1998) és az Árvák hercege (1999) című hollywoodi filmek szereplőjeként. A kritikusok elismeréssel fogadták a sorozatgyilkos Aileen Wuornos megformálásáért A rém (2003) című filmben, amelyért elnyerte a legjobb színésznőnek járó Ezüst Medvét és Oscar-díjat, és ezzel ő lett az első dél-afrikai, aki Oscar-díjat nyert színészi kategóriában. Oscar-jelölést kapott egy szexuálisan bántalmazott, igazságot kereső nő alakításáért a Kőkemény Minnesota (2005) című filmdrámában.
Theron azóta több, kereskedelmileg sikeres akciófilmben is szerepelt, többek között Az olasz meló (2003), a Hancock (2008), a Hófehér és a vadász (2012), a Prometheus (2012), a Mad Max – A harag útja (2015), A Vadász és a Jégkirálynő (2016), a Halálos iramban 8. (2017), az Atomszőke (2017) és A halhatatlan gárda (2020). Jason Reitman Pszichoszingli (2011) és Pszichoanyu (2018) című vígjáték-drámákban játszott problémás nőkért, valamint a Botrány (2019) című életrajzi drámában Megyn Kelly megformálásáért is dicséretet kapott, utóbbiért harmadik Oscar-jelölését is megkapta.
A 2000-es évek eleje óta Theron a Denver and Delilah Productions nevű cégével filmgyártásba is belefogott. Számos film producere volt, amelyek közül sokban főszerepet játszott, köztük a Megváltás (2008), a Sötét helyek (2015) és a Csekély esély (2019). 2007-ben lett amerikai állampolgár, miközben megtartotta dél-afrikai származását. A hollywoodi Hírességek sétányán filmcsillaggal is kitüntették.

## Élete

### Származása, ifjúkora
Charlize Theron a dél-afrikai Benoni-ban (Johannesburg közelében) született, apja Charles egy kis építési vállalkozást vezetett, amit anyja, Gerda vett át apja halála után. Charles francia hugenották leszármazottja, anyja német származású.
Theron anyanyelve az afrikaans, de ugyanolyan jól, akcentus nélkül beszél angolul is.
Szülei egyetlen gyerekeként a családi farmon nőtt fel, 13 éves korában bentlakásos iskolába került. Tizenöt éves korában szemtanúja volt apja halálának, aki agresszív alkoholista volt és Charlize anyja lőtte le önvédelemből, amikor egy alkalommal az rátámadt. Anyja ellen nem emeltek vádat.

### Színészi pályája
Tizenhat éves korában, miután megnyert egy helyi szépségversenyt, egyéves modellszerződéssel Milánóba utazott. Szerződése lejártakor éppen New Yorkban dolgozott és úgy döntött, a városban marad. Beiratkozott a Joffrey Balett Iskolába, de tizennyolc évesen egy térdsérülés véget vetett balett-táncosi karrierjének, ekkor vett egy jegyet Los Angelesbe.
Nyolc hónappal a városba érkezése után megkapta első (szöveg nélküli) filmszerepét, egy csak videón megjelent kis költségvetésű filmben. Innen karrierje gyorsan ívelt felfelé, egyre jelentősebb hollywoodi filmekben játszott, az 1990-es évek második felében már komoly kasszasikerekben is, mint az Ördög ügyvédje, vagy az Árvák hercege.
1999 májusában szerepelt az amerikai Playboy magazin hasábjain. A meztelenség nem volt számára szokatlan, már korábban is, ha a filmszerep megkívánta, nem hezitált levetkőzni a kamerák előtt, például az Ördög ügyvédje vagy a Két nap a völgyben című filmekben.
Néhány további karakterszerep után 2003-ban ráosztották a sorozatgyilkos Aileen Wuornos szerepét A rém című filmben. Roger Ebert filmkritikus így fogalmazott: „a mozitörténelem egyik legnagyszerűbb alakítása”. Az elismerő kritikák után több díjat kapott, legfontosabb volt ezek között a 76. Oscar-gálán a legjobb női főszereplőnek járó Oscar-díj, mellé a Screen Actors Guild-díjat és Golden Globe-ot is szerzett. Ő az első dél-afrikai, aki valaha Oscart nyert.
Filmszerepei mellett több exkluzív reklámszerződést kapott, 2004-ben John Galliano szerződtette a Christian Dior márka reklámarcának.
2005. szeptember 30-án avatták fel bronz csillagát a Hollywood-i Hírességek Sétányán. Az év végén (Európában 2006-ban) mutatták a főszereplésével készült Aeon Flux című filmet, amely bevételek tekintetében alulmúlta a várakozásokat. A Kőkemény Minnesota című filmben Josey Aimes szerepéért ismét jelölték  Oscarra és Golden Globe-ra is, de végül egyiket sem nyerte meg.

### Magánélete
2007-ben Theron az Egyesült Államok állampolgára lett, miközben megtartotta dél-afrikai állampolgárságát. Los Angelesben él.
Theron két gyermeket fogadott örökbe: egy lányt, Jacksont 2012 márciusában és egy másik lányt, Augustot 2015 júliusában. Gyermekkora óta kezdett érdeklődni az örökbefogadás iránt, amikor megismerkedett az árvaházakkal és a bennük élő gyermekek túlnyomó részével. 2019 áprilisában Theron elárulta, hogy az akkor hétéves Jackson transznemű kislány. A lányairól így nyilatkozott: „Úgy születtek, ahogy vannak[,] és hogy pontosan hol találják meg magukat a világban, miközben felnőnek, és kik akarnak lenni, azt nem én döntöm el”.
Susan Sarandon és Sigourney Weaver színésznők hatottak rá. Tom Hanks iránti csodálatát „szerelemnek” jellemezte, és fiatalkorában sok filmjét megnézte. Dél-Afrikában a hollywoodi színészek soha nem szerepeltek a magazinokban, így nem is tudta, hogy mennyire híres, amíg az Egyesült Államokba nem költözött, amiből arra következtettek, hogy ez is hozzájárult a hírnévhez való hozzáállásához. Miután befejeződött a Nyomul a banda forgatása, Theron autogramot kapott Hanks forgatókönyvére. Később átadta neki a Cecil B. DeMille-díjat 2020-ban, amelyben Hanks elárulta, hogy azóta csodálja Theron karrierjét, amióta csak találkozott vele.
Theron 2018-ban elmondta, hogy harmincas éveiben dühe miatt terápiára járt, és rájött, hogy ez a dél-afrikai apartheid alatt felnőtt frusztrációjának köszönhető, amely 15 éves korában ért véget.

### Párkapcsolatai
Theron első nyilvános kapcsolata Craig Bierko színésszel volt, akivel 1995 és 1997 között volt együtt.
2001 októberéig három évig volt kapcsolatban Stephan Jenkins énekessel. A Third Eye Blind harmadik albuma, az Out of the Vein egy része a szakításuk következtében Jenkins által átélt érzelmeket dolgozza fel.
2001-ben kezdett kapcsolatot Stuart Townsend ír színésszel, miután találkozott vele a Csapdában című film forgatásán. A pár Los Angelesben és Írországban élt együtt. A pár 2009 végén szakított.
2013 decemberében randizni kezdett Sean Penn amerikai színésszel. A kapcsolat 2015 júniusában ért véget.

## Filmográfia

### Film

#### Producer
| Év   | Magyar cím                     | Eredeti cím       | Megjegyzések    | Rendező                |
| ---- | ------------------------------ | ----------------- | --------------- | ---------------------- |
| 2003 | A rém                          | Monster           |                 | Patty Jenkins          |
| 2006 |                                | East of Havana    | dokumentumfilm  | Jauretsi Saizarbitoria |
| 2006 | Emilia Menocal                 | East of Havana    | dokumentumfilm  |                        |
| 2008 | Alvajárók                      | Sleepwalking      |                 | Bill Maher             |
| 2008 | Megváltás                      | The Burning Plain | vezető producer | Guillermo Arriaga      |
| 2015 | Sötét helyek                   | Dark Places       |                 | Gilles Paquet-Brenner  |
| 2016 | Lángoló agy                    | Brain on Fire     | vezető producer | Gerard Barrett         |
| 2017 | Atomszőke                      | Atomic Blonde     |                 | David Leitch           |
| 2018 | Pszichoanyu                    | Tully             |                 | Jason Reitman          |
| 2018 | Gringo                         | Gringo            |                 | Nash Edgerton          |
| 2019 | Csekély esély                  | Long Shot         |                 | Jonathan Levine        |
| 2019 | Gyagyás gyilkosság             | Murder Mystery    |                 | Kyle Newacheck         |
| 2019 | Addams Family – A galád család | The Addams Family | vezető producer | Conrad Vernon          |
| 2019 | Addams Family – A galád család | The Addams Family | vezető producer | Greg Tiernan           |
| 2019 | Botrány                        | Bombshell         |                 | Jay Roach              |
| 2020 | A halhatatlan gárda            | The Old Guard     |                 | Gina Prince-Bythewood  |

#### Színész
| Év   | Magyar cím                                       | Eredeti cím                                 | Szerep                                 | Magyar hang         | Rendező               |
| ---- | ------------------------------------------------ | ------------------------------------------- | -------------------------------------- | ------------------- | --------------------- |
| 1995 | A kukorica gyermekei 3. – A terjeszkedő gyökerek | Children of the Corn III: Urban Harves      | Eli követője (stáblistán nem szerepel) |                     | James D. R. Hickox    |
| 1996 | Két nap a völgyben                               | 2 Days in the Valley                        | Helga Svelgen                          | Ábrahám Edit        | John Herzfeld (1.)    |
| 1996 | Nyomul a banda                                   | That Thing You Do!                          | Tina Powers                            | Zakariás Éva        | Tom Hanks             |
| 1997 | Egyedül nem megy!                                | Trial and Error                             | Billie Tyler                           | Liptai Claudia      | Jonathan Lynn         |
| 1997 | Az ördög ügyvédje                                | The Devil's Advocate                        | Mary Ann Lomax                         | Orosz Anna          | Taylor Hackford       |
| 1998 | Sztárral szemben                                 | Celebrity                                   | Szupermodell                           | Solecki Janka       | Woody Allen (1.)      |
| 1998 | Joe, az óriásgorilla                             | Mighty Joe Young                            | Jill Young                             | Major Melinda       | Ron Underwood         |
| 1999 | Az asztronauta                                   | The Astronaut's Wife                        | Jillian Armacost                       | Solecki Janka       | Rand Ravich           |
| 1999 | Árvák hercege                                    | The Cider House Rules                       | Candy Kendall                          | Balázs Ági          | Lasse Hallström       |
| 2000 | Hulla, hó, telizsák                              | Reindeer Games                              | Ashley Mercer                          | Balázs Ági          | John Frankenheimer    |
| 2000 | A bűn állomásai                                  | The Yards                                   | Erica Stoltz                           | Haumann Petra       | James Gray            |
| 2000 | Férfibecsület                                    | Men of Honor                                | Gwen Sunday                            | Orosz Anna          | George Tillman Jr.    |
| 2000 | Bagger Vance legendája                           | The Legend of Bagger Vance                  | Adele Invergordon                      | Györgyi Anna        | Robert Redford        |
| 2001 | Édes november                                    | Sweet November                              | Sara Deever                            | Tóth Ildikó         | Pat O’Connor          |
| 2001 | 15 perc hírnév                                   | 15 Minutes                                  | Rose Hearn                             | Solecki Janka       | John Herzfeld (2.)    |
| 2001 | A Jade Skorpió átka                              | The Curse of the Jade Scorpion              | Laura Kensington                       | Kisfalvi Krisztina  | Woody Allen (2.)      |
| 2002 | Csapdában                                        | Trapped                                     | Karen Jennings                         | Zakariás Éva        | Luis Mandoki          |
| 2002 | Négyen résen                                     | Waking Up in Reno                           | Candy Kirkendall                       | Létay Dóra          | Jordan Brady          |
| 2003 | Az olasz meló                                    | The Italian Job                             | Stella Bridger                         | Orosz Anna          | F. Gary Gray (1.)     |
| 2003 | A rém                                            | Monster                                     | Aileen Wuornos                         | Für Anikó           | Patty Jenkins         |
| 2004 | Nézz az égre!                                    | Head in the Clouds                          | Gilda Bessé                            | Solecki Janka       | John Duigan           |
| 2005 | Kőkemény Minnesota                               | North Country                               | Josey Aimes                            | Kéri Kitty          | Niki Caro             |
| 2005 | Aeon Flux                                        | Æon Flux                                    | Aeon Flux                              | Orosz Anna          | Karyn Kusama          |
| 2007 | Elah völgyében                                   | In the Valley of Elah                       | Emily Sanders nyomozónő                | Orosz Anna          | Paul Haggis           |
| 2007 | Seattle öt napja                                 | Battle in Seattle                           | Ella                                   | Orosz Anna          | Stuart Townsend       |
| 2008 | Alvajárók                                        | Sleepwalking                                | Joleen                                 | Orosz Anna          | Bill Maher            |
| 2008 | Hancock                                          | Hancock                                     | Mary Embrey                            | Pikali Gerda        | Peter Berg            |
| 2008 | Megváltás                                        | The Burning Plain                           | Sylvia / Mariana                       | Kisfalvi Krisztina  | Guillermo Arriaga     |
| 2008 | Megváltás                                        | The Burning Plain                           | Sylvia / Mariana                       | Kovács Patrícia     | Guillermo Arriaga     |
| 2009 | Az út                                            | The Road                                    | anya                                   | Orosz Anna          | John Hillcoat         |
| 2009 | Astro Boy                                        | Astro Boy                                   | narrátor (hangja)                      | Zakariás Éva        | David Bowers          |
| 2011 | Pszichoszingli                                   | Young Adult                                 | Mavis Gary                             | Németh Borbála      | Jason Reitman (1.)    |
| 2012 | Hófehér és a vadász                              | Snow White and the Huntsman                 | Ravenna királynő                       | Kéri Kitty          | Rupert Sanders        |
| 2012 | Prometheus                                       | Prometheus                                  | Meredith Vickers                       | Létay Dóra          | Ridley Scott          |
| 2014 | Hogyan rohanj a veszTEDbe                        | A Million Ways to Die in the West           | Anna Barnes                            | Szávai Viktória     | Seth MacFarlane       |
| 2015 | Sötét helyek                                     | Dark Places                                 | Libby Day                              | Solecki Janka       | Gilles Paquet-Brenner |
| 2015 | Mad Max – A harag útja                           | Mad Max: Fury Road                          | Furiosa imperátor                      | Bogdányi Titanilla  | George Miller         |
| 2016 | A Vadász és a Jégkirálynő                        | The Huntsman: Winter's War                  | Ravenna királynő                       | Bertalan Ágnes      | Cedric Nicolas-Troyan |
| 2016 | Az utolsó próba                                  | The Last Face                               | Wren Petersen                          | Létay Dóra          | Sean Penn             |
| 2016 | Kubo és a varázshúrok                            | Kubo and the Two Strings                    | Anya (hangja)                          | Pálfi Kata          | Travis Knight         |
| 2017 | Atomszőke                                        | Atomic Blonde                               | Lorraine Broughton                     | Létay Dóra          | David Leitch          |
| 2017 | Halálos iramban 8.                               | The Fate of the Furious                     | Cipher                                 | Szávai Viktória     | F. Gary Gray (2.)     |
| 2018 | Pszichoanyu                                      | Tully                                       | Marlo                                  | Solecki Janka       | Jason Reitman (2.)    |
| 2018 | Gringo                                           | Gringo                                      | Elaine Markinson                       | Létay Dóra          | Nash Edgerton         |
| 2019 | Csekély esély                                    | Long Shot                                   | Charlotte Field                        | Létay Dóra          | Jonathan Levine       |
| 2019 | Addams Family – A galád család                   | The Addams Family                           | Mortenzia Addams (hangja)              | Kéri Kitty          | Conrad Vernon (1.)    |
| 2019 | Addams Family – A galád család                   | The Addams Family                           | Mortenzia Addams (hangja)              | Kéri Kitty          | Greg Tiernan (1.)     |
| 2019 | Botrány                                          | Bombshell                                   | Megyn Kelly                            | Létay Dóra          | Jay Roach             |
| 2020 | A halhatatlan gárda                              | The Old Guard                               | Andy                                   | Solecki Janka       | Gina Prince-Bythewood |
| 2021 | Halálos iramban 9.                               | Fast & Furious 9                            | Cipher                                 | Szávai Viktória     | Justin Lin            |
| 2021 | Addams Family 2.                                 | The Addams Family 2                         | Morticia Addams (hangja)               | Kéri Kitty          | Conrad Vernon (2.)    |
| 2021 | Addams Family 2.                                 | The Addams Family 2                         | Morticia Addams (hangja)               | Kéri Kitty          | Greg Tiernan (2.)     |
| 2022 | Doctor Strange az őrület multiverzumában         | Doctor Strange in the Multiverse of Madness | Clea (cameo)                           | Ligeti Kovács Judit | Sam Raimi             |
| 2022 | Jók és Rosszak Iskolája                          | The School for Good and Evil                | Lady Lesso                             | Létay Dóra          | Paul Feig             |
| 2023 | Halálos iramban 10.                              | Fast X                                      | Cipher                                 | Szávai Viktória     | Louis Leterrier       |
| 2025 | A halhatatlan gárda 2.                           | The Old Guard 2                             | Andy                                   | Solecki Janka       | Victoria Mahoney      |
| 2026 |                                                  | The Odyssey                                 | Circe                                  |                     | Christopher Nolan     |

### Televízió
| Év        | Magyar cím                                                                     | Eredeti cím                                            | Szerep               | Megjegyzések                              |
| --------- | ------------------------------------------------------------------------------ | ------------------------------------------------------ | -------------------- | ----------------------------------------- |
| 1997      | Hollywood titkai                                                               | Hollywood Confidential                                 | Sally Bowen          | tévéfilm                                  |
| 2000–2014 | Saturday Night Live                                                            | Saturday Night Live                                    | önmaga / házigazda   | 2 epizód                                  |
| 2004      | Peter Sellers élete és halála                                                  | The Life and Death of Peter Sellers                    | Britt Ekland         | tévéfilm                                  |
| 2005      | Az ítélet: család                                                              | Arrested Development                                   | Rita Leeds           | 5 epizód                                  |
| 2006      | Robotcsirke                                                                    | Robot Chicken                                          | több szereplő hangja | 1 epizód                                  |
| 2013      | A Hatfield-McCoy viszály                                                       | Hatfields & McCoys                                     | nem szerepel         | próbaepizód (vezető producer)             |
| 2017      | Girlboss                                                                       | Girlboss                                               | nem szerepel         | vezető producer (13 epizód)               |
| 2017      | Orville                                                                        | The Orville                                            | Pria Lavesque        | - 1 epizód - magyar hangja: - Bognár Anna |
| 2017–2019 | Mindhunter – Mit rejt a gyilkos agya                                           | Mindhunter                                             | nem szerepel         | vezető producer (19 epizód)               |
| 2019      | Hiperturbó                                                                     | Hyperdrive                                             | nem szerepel         | vezető producer (10 epizód)               |
| 2020      |                                                                                | Home Movie: The Princess Bride                         | Fezzik               | 1 epizód                                  |
| 2023      | Az utolsó kör: Amikor egy sorozatgyilkos meleg férfiakra vadászott New Yorkban | Last Call: When a Serial Killer Stalked Queer New York | nem szerepel         | minisorozat (vezető producer)             |
| 2024      | Titkok hálójában: Az eltűnt lány                                               | Into the Fire: The Lost Daughter                       | nem szerepel         | dokumentumsorozat producer (2 epizód)     |

## Fordítás
- Ez a szócikk részben vagy egészben  a   Charlize Theron című angol Wikipédia-szócikk fordításán alapul.  Az eredeti cikk szerkesztőit annak laptörténete sorolja fel. Ez a jelzés csupán a megfogalmazás eredetét és a szerzői jogokat jelzi, nem szolgál a cikkben szereplő információk forrásmegjelöléseként.